# Talmadge Memorial Bridge
Le Talmadge Memorial Bridge est un pont à haubans des États-Unis qui franchit le fleuve Savannah pour relier le centre-ville de Savannah, en Géorgie, et la frontière entre cet État et la Caroline du Sud.